# Krzysztof Holowczyc
Krzysztof Wiesław Hołowczyc (Olsztyn, Polònia, 4 de juny de 1962) és un pilot de ral·li i raid polonès. Ha guanyat el Campionat de Polònia de Ral·lis dels anys 1995, 1996 i 1999, així com el Campionat d'Europa de Ral·lis de 1997 i la Copa del Món de Ral·lis Raid de 2013. Va ser membre del Parlament Europeu entre 2007 i 2009.

## Trajectòria
Hołowczyc comença a disputar ral·lis als anys 90, debutant en una prova del Campionat Mundial de Ral·lis l'any 1996 al disputar el Ral·li de Suècia amb un Toyota Celica Turbo 4WD. L'any 1995, 1996 i 1999 guanya el Campionat de Polònia de Ral·lis.
L'any 1997 guanya el Campionat d'Europa de Ral·lis amb un Subaru Impreza 555, guanyant a les proves del Ral·li de Bulgària, el Ral·li Halkidikis i el Ral·li de Xipre, així com pujant al podi al Ral·li de Polònia i al Ral·li d'Alemanya.
A partir de l'any 2005 començà a disputar de forma habitual el Ral·li Dakar i altres proves de raid. L'any 2013 guanya la Copa del Món de Ral·lis Raid amb un Mini, mentre que al 2015 aconseguirà el seu millor resultat en un Ral·li Dakar, al finalitzar en tercera posició, tan sols superat per Nasser Al-Attiyah i Giniel de Villiers. Precisament al finalitzar la temporada 2015 anuncià la seva retirada.
Dins del Campionat Mundial de Ral·lis disputà ral·lis de forma puntual, essent el seu millor resultat una sisena posició al Ral·li de Polònia de 2009 amb un Ford Focus RS WRC del equip M-Sport.